# Ocjenjivanje sukladnosti
Ocjenjivanje je provjera prikladnosti, primjerenosti i djelotvornosti radnja na odabiru i određivanju, te rezultati tih radnja s obzirom na zadovoljavanje utvrđenih zahtjeva od strane predmeta ocjenjivanja sukladnosti.
Ocjenjivanje sukladnosti je dokaz da su utvrđeni zahtjevi koji se odnose na proizvod, proces, sustav ili osobu zadovoljeni.
Ocjenjivanje sukladnosti koje provodi treća strana su radnje na ocjenjivanju sukladnosti koje provodi osoba ili organizacija koja je neovisna o osobi ili organizaciji koja osigurava predmet koji se ocjenjuje.
Tijelo za ocjenjivanje sukladnosti je tijelo koje pruža usluge ocjenjivanja sukladnosti.
Sukladnost je ispunjavanje zahtjeva.
Nesukladnost je neispunjavanje zahtjeva.
Akreditacija je ocjenjivanje koje provodi treća strana, a odnosi se na tijelo za ocjenjivanje sukladnosti dajući formalni dokaz njegove osposobljenosti za obavljanje zadataka ocjenjivanja sukladnosti.
Akreditacijsko tijelo je tijelo koje provodi akreditaciju.